# Epidesma rotundipennis
Epidesma rotundipennis là một loài bướm đêm thuộc phân họ Arctiinae, họ Erebidae.